# ローレル・ハバード
ローレル・ハバード（英語: Laurel Hubbard、1978年2月9日 - ）は、ニュージーランドのトランスジェンダーの女性重量挙げ選手。出生名はギャビン・ハバード。

## 経歴
元オークランド市長、ディック・ハバードの子として生まれた。
ハバードは1990年代に競技を始め、1998年に新しく設立された男子105キロ超級部門でニュージーランドのジュニア記録を樹立した。スナッチで135キロ、クリーン・アンド・ジャークで170キロ、合計300キロという記録を達成した。この記録は後にデイビッド・リティによって超えられた。
2012年、ハバードは性転換により女性となり、名前もローレルに変わった。
2017年、メルボルンで開催されたオーストラリア国際オープンで、131.83キロのハバードは90キロ超級で競い、スナッチで123キロ、クリーンアンドジャークで145キロ、合計268キロの成績で金メダルを獲得した。これにより重量挙げの国際大会でタイトルを獲得したニュージーランドの最初のトランスジェンダーの女性となった。ハバードは出場資格要件を満たしていたが、彼女の勝利は論争を引き起こし、特にイウニアラ・シパイア、トアフィトゥ・ペリブ、デボーラ・アカソン 、およびトレイシー・ランブレックスらの選手はハバードの出場が不公平であると主張した。オーストラリア重量挙げ連盟の最高責任者であるマイケル・キーランも他の競技者にとって不公平であると述べた。
2018年、ハバードはコモンウェルスゲームズの出場権を獲得した。しかし、競技中の肘の怪我により、撤退を余儀なくされた。
2019年、ハバードはサモアで開催されたパシフィックゲームズで金メダルを獲得した。ハバードの出場許可決定に対し、当時のサモアの国会議長であるケネティ・シオとサモアの首相であるトゥイラエパ・アイオノ・サイレレ・マリエレガオイが批判した。
2020年、ハバードはイタリア・ローマで開催されたワールド・カップで、女子87キロ超級の金メダルを獲得した。
2021年、彼女が国際オリンピック委員会のテストステロンに関する規定（初試合までの血液中のテストステロン濃度が12ヶ月以上にわたり 10 nmol/L = 288 ng/dL 以下の値を維持する）により、2020年東京オリンピックでオリンピック史上初のトランスジェンダー女子選手、かつ史上最高齢のオリンピック出場重量挙げ選手として出場資格を取得した。これに対し、ベルギーのアンナ・ファン・ベリンヘン選手は「不公平でひどいジョーク」と批判した。この出場について、東京オリンピック・パラリンピック競技大会担当大臣の丸川珠代は「条件を定めたガイドラインを考慮し、参加が決定したと承知している」として上で、「東京大会では多くの方の理解が得られる形で、多様性と調和があらためて認識されることを願っている」とのコメントを発表している。東京オリンピックでは女子87キロ超級に出場したが、記録なしに終わった。大会出場後、「年齢の影響を隠せなくなった」として現役引退を表明した。

## 参考資料
1. ↑  “Commonwealth Games: Transgender weightlifter Laurel Hubbard set to compete”. BBC Sport. (2018年4月8日) 2018年4月8日閲覧。
2. 1 2  “'She has every right to compete with women': Transgender weightlifter sparks criticism after competition win”. Yahoo News Australia. (2017年3月20日) 2017年3月25日閲覧。
3. ↑  “New Zealand Interschool's Weightlifting Championship 2014 – Round 6” (PDF). Sporty.co.nz. 2017年3月24日閲覧。
4. ↑  “National Records – Olympic Weightlifting New Zealand” (2014年11月27日). 2017年12月4日閲覧。
5. 1 2  “Weightlifting: Transgender lifter Laurel Hubbard wins first international outing”. The New Zealand Herald. (2017年3月19日) 2017年3月25日閲覧。
6. ↑  “2017 Australian International & Australian Open”. Awf.com.au. 2017年3月24日閲覧。
7. ↑  Windley, Matt (2017年3月19日). “Laurel Hubbard wins female 90kg+ division at weightlifting's Australian International”. Herald Sun 2017年3月25日閲覧。
8. ↑  Payne, Marissa (2017年3月22日). “Transgender woman wins international weightlifting title amid controversy over fairness”. The Washington Post 2017年3月25日閲覧。
9. ↑  “Woman lifter beaten by transgender speaks up”. Samoaobserver.ws. 2017年11月24日閲覧。
10. ↑  “Laurel Hubbard - New Zealand Olympic Team” (2017年11月24日). 2021年6月4日閲覧。
11. ↑  Tunnicliffe, Bridget (2018年4月9日). “Hubbard has no regrets, stays 'true to sport'”. Radio New Zealand
12. ↑  Helen Davidson (1970年1月1日). “Transgender weightlifter Laurel Hubbard's eligibility under scrutiny | Sport”.   The Guardian. 2018年4月9日閲覧。
13. ↑  “Transgender weightlifter Hubbard beats home favourites at Samoa 2019 after driving incident revealed”. Inside the Games. (2019年7月13日) 2019年7月13日閲覧。
14. ↑  “Samoa 2019 chairman enters debate over Hubbard participation at Pacific Games”. www.insidethegames.biz (2019年7月16日). 2019年7月27日閲覧。
15. ↑  “Samoan PM Tuilaepa Sailele Malielegaoi hits out at Laurel Hubbard” (英語). Stuff. 2019年7月27日閲覧。
16. ↑  “2020 Roma World Cup”. Federazione Italiana Pesistica. 2020年5月26日時点のオリジナルよりアーカイブ。2020年5月26日閲覧。
17. ↑  “Olympics-NZ weightlifter Hubbard to become first transgender athlete to compete at Games”. Reuters (2021年6月20日). 2021年7月1日閲覧。
18. ↑  “Transgender weightlifter Hubbard's presence in Tokyo unfair: rival”. Reuters (2021年5月31日). 2021年6月4日閲覧。
19. ↑  “Tokyo Olympics: Belgian weightlifter Anna Van Bellinghen calls Kiwi Laurel Hubbard's inclusion at Games a joke” (英語). NZ Herald. 2021年6月4日閲覧。
20. ↑  “丸川五輪相、トランスジェンダー選手出場「多くの方の理解が得られる形で」”. 日刊スポーツ (2021年6月15日). 2021年6月15日閲覧。
21. ↑  “ローレル・ハバード - ウエイトリフティング | 東京2020オリンピック競技大会” (日本語). ... 2021年8月12日閲覧。
22. ↑  “五輪 多様な性に脚光 トランスジェンダー女性が初出場：中日新聞Web”. 中日新聞Web. 2021年8月12日閲覧。
23. ↑  “NZのトランスジェンダー選手が引退へ、2日に歴史的な五輪初出場”. www.afpbb.com. 2021年8月12日閲覧。